# Zagrebački lokalni izbori 2005.
Lokalni izbori u Zagrebu 2005. godine održani su 15. svibnja 2005., za članove Gradske skupštine Grada Zagreba i mjesnu samoupravu (vijeća gradskih četvrti i mjesnih odbora). 2002. godine s mjesta gradonačelnika odstupio je Milan Bandić, iz redova Socijaldemokratske partije Hrvatske (SDP), a na njegovo mjesto imenovana je Vlasta Pavić, također iz SDP-a. 
Bandić je ponovno bio SDP-ov kandidat za gradonačelnika na ovim izborima kao nositelj koalicijske liste. Listu koalicije okupljene oko Hrvatske demokratske zajednice (HDZ) nosila je bivša gradonačelnica Marina Matulović Dropulić. SDP-ova koalicija osvojila je na izborima 25 zastupničkih mjesta, a HDZ-ova 9. Nakon izbora sklopljen je koalicijski sporazum između SDP-ove koalicije i Nezavisne liste Tatjane Holjevac, a Bandić je treći puta izabran za gradonačelnika Zagreba.

## Pozadina
2002. godine tada aktualni gradonačelnik Milan Bandić, koji je obavljao gradonačelničku funkciju od lokalnih izbora 2000. godine, podnio je ostavku nakon što je uzrokovao prometnu nezgodu pod utjecajem alkohola. Zamijenila ga je Vlasta Pavić, članica SDP-a. Za lokalne izbore 2005. godine Bandić je ponovno bio nositelj liste Socijaldemokratske partije Hrvatske (SDP). SDP je formirao koaliciju s Hrvatskom seljačkom strankom (HSS) i Hrvatskom strankom umirovljenika (HSU). Koaliciju s SDP-om zbog Bandića je odbila Vesna Pusić, predsjednica Hrvatske narodne stranke (HNS). Do tada su HNS i SDP bili u koaliciji u Gradu Zagrebu.
Hrvatska demokratska zajednica (HDZ), čiju je listu nosila bivša gradonačelnica Marina Matulović Dropulić, na izbore je izašla u koaliciji koju su još činili Demokratski centar (DC), Hrvatska socijalno-liberalna stranka (HSLS) i Hrvatski demokršćani (HD).

## Rezultati izbora

### Gradska skupština
Na izborima za Gradske skupštine Grada Zagreba birao se 51 zastupnik. Izlaznost je bila 35,94%. Koalicija SDP–HSS–HSU osvojila je 40,95% glasova i 25 zastupničkih mjesta. Koalicija HDZ–DC–HSLS–HD osvojila je 15,40% glasova i 9 mjesta. Lista Hrvatske stranke prava (HSP), čiji je nositelj bio Miroslav Rožić, osvojila je 11,36% glasova i 6 mjesta, dok je koalicija HNS-LS osvojila 8% glasova i 4 zastupnička mjesta, 8 manje u odnosu na prethodne izbore 2001. godine. Izborni prag još su prešle nezavisne liste Tatjane Holjevac i Borisa Mikšića.
Koalicija SDP–HSS–HSU sklopila je nakon izbora sporazum s Nezavisnom listom Tatjane Holjevac. Bandić je tako treći puta izabran od strane skupštine za gradonačelnika, a Tatjana Holjevac postala je predsjednica zagrebačke Gradske skupštine.
|                                           | Socijaldemokratska partija Hrvatske (SDP) Hrvatska seljačka stranka (HSS) Hrvatska stranka umirovljenika (HSU)                     | Milan Bandić              | 102.857 | 40,95% | +13,88      | 25 | +5          |
|                                           | Hrvatska demokratska zajednica (HDZ) Demokratski centar (DC) Hrvatska socijalno-liberalna stranka (HSLS) Hrvatski demokršćani (HD) | Marina Matulović Dropulić | 38.672  | 15,40% | –4,51       | 9  | –5          |
|                                           | Hrvatska stranka prava (HSP) | Miroslav Rožić            | 28.534  | 11,36% | u koaliciji | 6  | u koaliciji |
|                                           | Hrvatska narodna stranka (HNS) Liberalna stranka (LS)                                                                              | Vesna Pusić               | 20.368  | 8,11%  | –9,43       | 4  | –8          |
|                                           | Nezavisna lista Tatjane Holjevac                                                                                                   | Tatjana Holjevac          | 17.497  | 6,97%  | nova        | 4  | nova        |
|                                           | Nezavisna lista Borisa Mikšića | Boris Mikšić              | 14.807  | 5,90%  | nova        | 3  | nova        |
|                                           | Ostali | Ostali                    | 28.415  | 11,31% |             | 0  |             |
| Ukupno:                                   | Ukupno: | Ukupno:                   | 251.150 |        |             | 51 |             |
| Nevažeći glasovi:                         | Nevažeći glasovi: | Nevažeći glasovi:         | 4.019   | 1,57%  |             |    |             |
| Izlaznost:                                | Izlaznost: | Izlaznost:                | 255.321 | 35,94% | –3,85       |    |             |
| Broj birača:                              | Broj birača: | Broj birača:              | 710.344 |        |             |    |             |
|                                           | |                           |         |        |             |    |             |
| Izvor: Izborno povjerenstvo Grada Zagreba | |                           |         |        |             |    |             |

| Postotak glasova    | Postotak glasova    | Postotak glasova | Postotak glasova | Postotak glasova |
| ------------------- | ------------------- | ---------------- | ---------------- | ---------------- |
|                     |                     |                  |                  |                  |
| SDP–HSS–HSU         | SDP–HSS–HSU         |                  | 40,95%           | 40,95%           |
| HDZ–DC–HSLS–HD      | HDZ–DC–HSLS–HD      |                  | 15,44%           | 15,44%           |
| HSP                 | HSP                 |                  | 11,36%           | 11,36%           |
| HNS–LS              | HNS–LS              |                  | 8,11%            | 8,11%            |
| NL Tatjane Holjevac | NL Tatjane Holjevac |                  | 6,97%            | 6,97%            |
| NL Borisa Mikšića   | NL Borisa Mikšića   |                  | 5,90%            | 5,90%            |
| Ostali              | Ostali              |                  | 11,31%           | 11,31%           |
|                     |                     |                  |                  |                  |

| Postotak mandata    | Postotak mandata    | Postotak mandata | Postotak mandata | Postotak mandata |
| ------------------- | ------------------- | ---------------- | ---------------- | ---------------- |
|                     |                     |                  |                  |                  |
| SDP–HSS–HSU         | SDP–HSS–HSU         |                  | 49,02%           | 49,02%           |
| HDZ–DC–HSLS–HD      | HDZ–DC–HSLS–HD      |                  | 17,65%           | 17,65%           |
| HSP                 | HSP                 |                  | 11,76%           | 11,76%           |
| HNS–LS              | HNS–LS              |                  | 7,84%            | 7,84%            |
| NL Tatjane Holjevac | NL Tatjane Holjevac |                  | 7,84%            | 7,84%            |
| NL Borisa Mikšića   | NL Borisa Mikšića   |                  | 5,88%            | 5,88%            |
|                     |                     |                  |                  |                  |

### Vijeća gradskih četvrti
| Gradska četvrt          | SDP–HSS– HSU | HDZ–DC– HSLS–HD | HSP | HNS | Ostali |
| ----------------------- | ------------ | --------------- | --- | --- | ------ |
| Gradska četvrt          |              |                 |     |     | Ostali |
| Donji grad              | 6            | 3               | 2   | 3   | 1      |
| Gornji grad – Medveščak | 6            | 3               | 2   | 2   | 2      |
| Trnje                   | 7            | 3               | 2   | 1   | 2      |
| Maksimir                | 7            | 4               | 2   | 1   | 1      |
| Peščenica – Žitnjak     | 11           | 4               | 2   | 1   | 1      |
| Novi Zagreb – istok     | 10           | 4               | 2   | 2   | 1      |
| Novi Zagreb – zapad     | 7            | 4               | 2   | 1   | 1      |
| Trešnjevka – sjever     | 9            | 4               | 4   | 2   |        |
| Trešnjevka – jug        | 9            | 4               | 3   | 2   | 1      |
| Črnomerec               | 7            | 4               | 3   | 1   |        |
| Gornja Dubrava          | 9            | 5               | 3   | 1   | 1      |
| Donja Dubrava           | 8            | 4               | 2   | 1   |        |
| Stenjevec               | 7            | 3               | 3   | 1   | 1      |
| Podsused – Vrapče       | 7            | 3               | 2   | 1   | 2      |
| Podsljeme               | 4            | 2               | 2   | 1   | 2      |
| Sesvete                 | 10           | 4               | 3   | 1   | 1      |
| Brezovica               | 3            | 3               | 1   |     | 4      |
| Ukupno                  | 127          | 61              | 40  | 22  | 21     |

## Poveznice
Dodatak:Popis zagrebačkih gradonačelnika

## Vanjske poveznice
- Službene stranice Grada Zagreba vezane uz izbore